# Yves Mény
Yves Mény (Goven, 17 maggio 1943) è un professore universitario francese, studioso di Scienze politiche.

## Biografia
Ha insegnato in diverse università e grande école francesi (Rennes, Paris II, Sciences Po Paris) ed estere (in particolare, Madrid, Bologna, Roma, Catania, Washington University, Seattle, New York University). Ha creato e diretto il Robert Schuman Center presso l'Istituto universitario europeo di Firenze dal 1993 al 2001 prima di diventare presidente dell'Istituto (European University Institute) dal 2002 al 2009. Dal gennaio 2014 al luglio 2018 è stato presidente del consiglio d'amministrazione della Scuola Superiore Sant'Anna di Pisa, funzione nella quale è succeduto a Giuliano Amato. 
È stato membro di numerosi consigli scientifici di centri di ricerca fra cui il Max Planck Institut di Colonia e di riviste scientifiche (Revue Française de Science Politique, Revue Suisse de Science Politique, West European Politics, Journal of Common Market Studies, Pouvoirs, Revue Française de Sciences politiques, Federal and Regional Studies, Journal of Public Policy, Stato e Mercato ecc.)
È membro del consiglio d'amministrazione del Graduate Institute of International and Development Studies (Institut de hautes études internationales et du développement di Ginevra) e l'articolazione parigina dei Columbia Global Centers della Columbia University.

## Produzione scientifica
La sua attività di ricerca si è incentrata sull'evoluzione delle istituzioni pubbliche, la riforma e la modernizzazione dello Stato e sulla crisi del modello giacobino tradizionale, sotto la spinta del decentramento e dello sviluppo delle istituzioni europee . Fra le sue pubblicazioni (in francese, inglese, italiano o altre lingue), si possono rilevare i libri sulla corruzione in Francia o in Europa (in collaborazione con Donatella della Porta) o, con Yves Surel, sul populismo. Tra le sue pubblicazioni più recenti, vi sono importanti contributi sulla crisi politica in Europa, sulla democrazia e sulla sua crisi e sulla legittimità. Ha anche pubblicato text-books di politica comparata e con Jean-Claude Thoenig di politiche pubbliche.